# Papanicolau OG6
Papanicolau OG6 é uma das soluções corantes usada na coloração de Papanicolau, tendo como corante o orange G acrescido de ácido fosfotúngstico, o qual, pela sua concentração, é relacionado ao número 6 em seu nome.
Apresenta algumas modificações de nomenclatura, como orange G, orange G6, e variações de formulação, como OG5 e OG8.
Colore principalmente a queratina.

## Formulação

### Segundo Gurr[1]
- Solução aquosa saturada de Orange G: 32.5 ml
- Ácido fosfotúngstico em solução aq. 10%: 0,75 ml
- Etanol 95% (96° GL): 475 ml

### Segundo Gray[2]
- Orange G: 5 g
- Ácido fosfotúngstico: 0.15 g
- Etanol 95% (96° GL): 1 L